# Landmark Partners
Landmark Partners (ou Landmark) est une société d'investissement financier, enregistrée auprès de la Securities and Exchange Commission, considérée comme l'un des participants importants du marché secondaire aux États-Unis dans le domaine capital-investissement dans le secteur des achats d'actifs dits alternatifs (en l'occurrence : investissements immobiliers (y compris locatif) et des infrastructures. Landmark Partners (fondée en 1989) dit avoir « capitalisé sur l'appétit croissant des investisseurs pour les marchés secondaires privés ». La société a été achetée en 2021 par le groupe Ares Management, l'un des géants américains de la spéculation immobilière qui la détient depuis à 100 % (NYSE : ARES), présidé par l'homme d'affaires Michael Arougheti. Elle possède six bureaux, notamment situés à Boston, New York, Simsbury et Londres.

## Histoire
Fondée en 1989, cette société s'est spécialisée dans l'acquisition de participations secondaires dans des fonds spéculatifs privés du secteur dit de la gestion d'« actifs alternatifs ». Elle est devenue l'une des principales sources de liquidités pour les propriétaires d'intérêts dans des sociétés de capital risque en commandite (dette mezzanine…).
Au 31 décembre 2020, Landmark Partners, dirigée par Frank Borges et Tim Haviland dispose de 150 employés travaillant dans six bureaux mondiaux, et affirme gérer un total de 18,7 milliards de dollars d'actifs sous gestion.
En 2021 (fin mars), Ares Management Management Corporation (dit « Ares ») (NYSE : ARES), avec une filiale de BrightSphere Investment Group Inc. (NYSE : BSIG) a acheté Landmark Investment Holdings LP, soit 100 % de Landmark Partners, LLC (collectivement avec ses filiales, « Landmark »), pour une somme évaluée au moment de la transaction à 1,08 milliard de dollars (dont environ 787 millions en espèces et environ 293 millions de dollars en unités du groupe d'exploitation d'Ares Management).
Selon Ares Management, cette fusion crée en 2021 une nouvelle plate-forme qui réunira plus de 1 600 investisseurs institutionnels (dont moins de 5 % investissaient antérieurement à la fois chez d'Ares et chez Landmark). Elle opèrera dans cinq secteurs verticaux d'investissement (crédit, capital-investissement, immobilier, initiatives stratégiques et — depuis la fusion avec — secteurs secondaires).

## Programme d'investissement
Au 31 décembre 2015, Landmark Partners avait réuni des fonds de capital-investissement et des fonds immobiliers avec un capital d'environ 15,5 milliards de dollars engagés, investis par un pool de 600 à plus de 700 « grands investisseurs » (selon les sources) et via plus de 1 800 participations en partenariat.
En 2014, Landmark Partners a clos Landmark Equity Partners XV (LEP XV), avec des engagements en capital de 3,3 milliards de dollars.
En 2015, Landmark Partners a clos le Landmark Real Estate Fund VII (LREF VII), avec des engagements en capital de 1,6 milliard de dollars

## Affiliations
Francisco L. Borges, directeur associé de Landmark Partners, est aussi membre du conseil d'administration de CPTV.